# Jorge Salomão
Jorge Dias Salomão (Jequié, 3 de novembro de 1946 — Rio de Janeiro, 7 de março de 2020), foi um poeta, compositor e diretor de teatro brasileiro. Publicou seis livros: Mosaical (1996), O olho do tempo (1997), Campo da Amerika (1998), Sonoro (1999), Alguns poemas e + alguns (2016) e 7 em 1 (2020).. Era irmão do também poeta e compositor Waly Salomão.

## Biografia
Poeta, Letrista, Diretor de teatro, estudou Ciências Sociais e Filosofia em Salvador e ainda Teatro (direção), com Luiz Carlos Maciel, na Escola de Teatro da Universidade Federal da Bahia. Publicou os livros "Mosaical" (1996), "O olho do tempo" (1997), "Campo da Amerika" (1998) e "Sonoro" (1999). No ano de 2016, lançou ''7 em 1'', livro que reunia os sete volumes de poesia e prosa lançados por Jorge entre 1994 e 2016.
Dirigiu várias peças teatrais em Salvador, entre as quais "O macaco da vizinha", de Joaquim Manuel de Macedo, "A boa alma de Setchuan", de Bertolt Brecht, e ainda diversos shows musicais, entre os anos de 1967 e 1969. Em 1969, mudou-se para o Rio de Janeiro, onde marcou presença na cena cultural da cidade. Trabalhou na revista "Navilouca", criada por Waly Salomão e Torquato Neto.

## Morte
O poeta faleceu na manhã de sábado, 7 de março de 2020, aos 73 anos, no Hospital Miguel Couto, na Zona Sul do Rio.
Salomão teve um infarto em fevereiro e chegou a ser hospitalizado no Instituto Estadual de Cardiologia, no Humaitá. Na ocasião, colocou três pontes de safena. Posteriormente, ainda enfrentou uma pneumonia durante uma cirurgia para tratar uma úlcera no duodeno, mas não resistiu à doença.